# Robert Platow
Robert Kurt Albert Platow (* 7. Mai 1900 in Hamburg; † 3. Dezember 1982 in Chur, Schweiz) war ein deutscher Wirtschaftsjournalist. Er war Gründer und Herausgeber des Platow Briefs, des ältesten und größten Wirtschafts-Hintergrund-Dienstes in deutscher Sprache.

## Leben

### Bis 1945
Nach dem Abitur an der Oberrealschule in Hamburg-Eppendorf studierte Platow Volkswirtschaft an den Universitäten Hamburg und Kiel. In Kiel war er kurze Zeit Assistent am Institut für Weltwirtschaft (IfW), welches von Geheimrat Bernhard Harms 1914 gegründet worden war. Bei Bernhard Harms wurde er 1927 mit einer sozialökonomischen Arbeit mit dem Titel Die wirtschaftlichen Nachrichten in ihrem Wesen und in ihrer Bedeutung zum Dr. rer. pol. promoviert.
1926 trat er als Volontär in die Kieler Zeitung und 1927 in die Handelsredaktion der Magdeburgischen Zeitung ein, für die er von 1934 bis 1944 als Handelskorrespondent in Berlin tätig war. In Berlin arbeitete Platow außerdem für damals führende Blätter wie das Berliner Tageblatt, die Vossische Zeitung, die Frankfurter Zeitung, die Kölnische Zeitung und den Pester Lloyd.
Daneben gab Platow auch eine eigene Wirtschaftskorrespondenz heraus, der ein vertraulicher Informationsdienst unter dem Titel Wirtschaftliche Privat-Informationen angegliedert war. Nach 1933 führte der Wunsch des NS-Regimes, wirtschaftliche Informationen geheim zu halten, zu Schwierigkeiten; 1939 wurden die Wirtschaftlichen Privat-Informationen verboten. Während des Krieges gab Platow den Informationsdienst Wirtschaftlicher Sonderdienst heraus.
Da vertrauliche Informationsbriefe in den Vorschriften der britischen Militärregierung zur Presselizenzierung nicht berücksichtigt waren, konnte Platow schon 1945 von Hamburg aus seinen Informationsdienst, den Platow Brief, wieder herausgeben und die deutsche Wirtschaft mit aktuellen Nachrichten und exklusiven Informationen versorgen. Dank seiner guten Kontakte sowohl zur Wirtschaft als auch zu Bonner Ministerien erhielt Platow zum Teil auch vertrauliche Informationen. 1951 hatte der Platow Brief bei einem Preis von 300 bis 350 DM pro Monat knapp 2000 Abonnenten und erzielte einen jährlichen Reingewinn von 212.000 DM (nach heutiger Kaufkraft etwa 648.000 Euro).

### Platow-Affäre
Nachdem Platow 1951 einen ersten Referentenentwurf für ein geplantes Kartellgesetz veröffentlicht hatte, kam es zur sogenannten „Platow-Affäre“: Platows Büro- und Privaträume wurden durchsucht, Platow und sein Mitarbeiter Arno Wegrich kamen unter dem Verdacht der aktiven Bestechung und des Geheimnisverrats von Ende August bis Anfang Oktober 1951 44 Tage in Untersuchungshaft, aus der sie erst nach Stellung einer Kaution in Höhe von 100.000 DM (Platow) bzw. 5000 DM (Wegrich) entlassen wurden. Dieses Vorgehen stieß auf lebhafte öffentliche Kritik, nicht zuletzt deshalb, weil es sich beim § 353c StGB (Geheimnisverrat), nach dem die Weitergabe vertraulicher amtlicher Schriftstücke mit bis zu zehn Jahren Zuchthaus bestraft werden konnte, um ein Gesetz aus der NS-Zeit handelte.
Die Affäre hatte ein parlamentarisches Nachspiel; 1951 und 1952 befasste sich der sog. Platow-Untersuchungsausschuss im Deutschen Bundestag mit der „Prüfung von Missständen in der Bundesverwaltung“ im Zusammenhang mit den genannten Geschehnissen. 1953 wurde vor dem Landgericht Bonn gegen Platow und vier weitere Journalisten wegen aktiver Bestechung und Verleitung zu strafbarer Handlung im Amt sowie gegen fünfzehn Bundesbedienstete wegen schwerer passiver Bestechung, Diebstahl und Urkundenbeseitigung Anklage erhoben. Zur Verurteilung kam es jedoch nicht mehr, weil bereits im November 1952 alle Fraktionen des Deutschen Bundestags mit Ausnahme der KPD den Entwurf eines Amnestiegesetzes eingebracht hatten, das die Weitergabe vertraulicher Informationen bis Ende 1951 straffrei stellen sollte. Da es sich dabei um ein Einzelfallgesetz handele, war die Verfassungsmäßigkeit dieser „Lex Platow“ umstritten. Dennoch wurde das Gesetz am 29. Juli 1953 beschlossen, Bundesjustizminister Thomas Dehler weigerte sich aber ebenso wie sein nach den Bundestagswahlen 1953 ernannter Nachfolger Fritz Neumayer, das Gesetz zu unterzeichnen. Die Platow-Amnestie wurde schließlich in § 8 des Straffreiheitsgesetzes 1954 geregelt, der jede Weitergabe dienstlicher Angelegenheiten vor dem 1. Januar 1952 straffrei stellte.
Mit Beschluss vom 15. Dezember 1959  erklärte das Bundesverfassungsgericht § 8 StFG für mit dem Grundgesetz vereinbar. § 8 StFG könne im Hinblick auf seinen zahlenmäßig zwar beschränkten Anwendungsbereich der Charakter eines für eine unbestimmte Vielzahl von Fällen geltenden generellen Rechtssatzes dennoch nicht abgesprochen werden. Es handele sich auch nicht um ein unzulässiges Einzelfallgesetz.

### Spätere Jahre
1967 verkaufte Platow sein Unternehmen an Bertelsmann, die Redaktion zog von Hamburg nach Frankfurt am Main. 2003 verkaufte Bertelsmann mit den Fachverlagen auch den Platow Brief, der fortan zum Wissenschaftsverlag Springer Science+Business Media gehörte. Rückwirkend zum 1. Januar 2013 erwarb der langjährige Herausgeber Albrecht F. Schirmacher im Rahmen eines Management Buy-Outs den Platow Brief, der seither Teil der von Schirmacher gegründeten PLATOW Medien GmbH ist.
Platow zog sich in den 1970er Jahren in die Schweiz zurück und verstarb dort 1982. Platow ist Vater der Wirtschaftsjournalistin und Finanzautorin Fleur Platow (* 1944).